# Archistilbia
Archistilbia is een geslacht van vlinders van de familie tandvlinders (Notodontidae), uit de onderfamilie Notodontinae.

## Soorten
- A. cineracea Kiriakoff, 1954
- A. ochracea Kiriakoff, 1962
- A. varii Kiriakoff, 1970